# Elmar Pichler Rolle
Elmar Pichler Rolle (Bozen, 1960) és un polític i periodista sudtirolès, resident a Terlan. Fou redactor del diari Dolomiten i del setmanari Zett, del que en fou redactor en cap de 1991 a 1995. Militant del Südtiroler Volkspartei (SVP), fou escollit membre del consell municipal de Bozen el 1985, i cap del grup municipal de 1989 a 1995. Des de 1995 fou nomenat vicealcalde de Bozen.

El 2004 fou nomenat obmann del SVP substituint Siegfried Brugger. A les eleccions municipals de 2005 va donar suport al candidat de l'Unione Luigi Spagnolli.
| Precedit per: Siegfried Brugger | Obmann del SVP 2004 – en càrrec | Succeït per: ' |